# Mecodina africana
Mecodina africana là một loài bướm đêm trong họ Erebidae.